# Ratpenat americà occidental
El ratpenat americà occidental (Parastrellus hesperus) és una espècie de ratpenat de la família dels vespertiliònids que es troba als Estats Units i Mèxic.